# Wertaufhellung
Als Wertaufhellung werden bei der Bilanzierung und im Rechnungswesen Umstände für die Bewertung im Jahresabschluss bezeichnet, deren Entstehung im Geschäftsjahr liegen, deren Wirkung aber erst nach dem Bilanzstichtag erkennbar wird. Pendant ist die Wertbegründung.

## Allgemeines
Zunächst ist zu berücksichtigen, dass der Zeitpunkt der Bilanzaufstellung wenige Monate nach dem Bilanzstichtag liegt und dass während dieses Zeitraums Erkenntnisse eintreten können, welche die am Bilanzstichtag verwendeten Buchwerte nachträglich verändern könnten. Der Zeitraum erstreckt sich vom Bilanzstichtag bis zum Datum des Vermerks über die Jahresabschlussprüfung. Dann stellt sich die Frage, inwiefern Kenntnisse, die in diesem Zeitraum vom bilanzierenden Kaufmann erlangt werden, auf den Bilanzstichtag bezogen werden können und aus diesem Grund bei der Bilanzierung berücksichtigt werden müssen. Der Reichsfinanzhof (RFH) verlangte bereits im Oktober 1919, dass die Bilanz so aufgestellt werden müsse, „wie sie hätte lauten müssen, wenn sie am letzten Tage des Geschäftsjahres aufgestellt worden wäre“.

## Rechtsgrundlagen
Das Wertaufhellungsprinzip ist in § 252 Abs. 1 Nr. 4 HGB kodifiziert, wonach „alle vorhersehbaren Risiken und Verluste, die bis zum Bilanzstichtag entstanden sind, zu berücksichtigen (sind), selbst wenn diese erst zwischen dem Bilanzstichtag und dem Tag der Aufstellung des Jahresabschlusses bekanntgeworden sind“.
Wertaufhellende Umstände liegen vor dem Bilanzstichtag, werden aber erst nach dem Stichtag bekannt. Wertbeeinflussende Umstände dagegen sind diejenigen, die erst nach dem Bilanzstichtag eintreten und bekannt werden; sie werden nicht berücksichtigt.
Nach der Rechtsprechung des Bundesfinanzhofs (BFH) sind als wertaufhellende Tatsachen „nur die Umstände zu berücksichtigen, die zum Bilanzstichtag bereits objektiv vorlagen“ und nach dem Bilanzstichtag „lediglich bekannt oder erkennbar wurden“; dieser Kenntnisstand ist „auf die am Bilanzstichtag – objektiv – bestehenden Verhältnisse zu beziehen“.
In IAS 10.9b (i) wird als wertaufhellend das nach dem Bilanzstichtag begonnene Insolvenzverfahren eines Kunden erwähnt, das die Wertminderung einer Forderung gegen ihn rechtfertige. Das europarechtliche Wertaufhellungsprinzip erfordert „die Berücksichtigung aller Faktoren […], die sich tatsächlich auf das fragliche Geschäftsjahr beziehen wie realisierte Gewinne, Aufwendungen, Erträge, Risiken und Verluste“.

## Vergleich
Wertaufhellung und Wertbegründung können wie folgt unterschieden werden: 
| Prinzip        | vor dem Stichtag                | nach dem Stichtag                      |
| -------------- | ------------------------------- | -------------------------------------- |
| Wertaufhellung | Tatsachen sind entstanden       | Tatsachen werden bekannt               |
| Wertbegründung | Tatsachen sind nicht entstanden | Tatsachen entstehen und werden bekannt |

Es kommt darauf an, zu welchem Zeitpunkt Tatsachen oder Ereignisse entstanden sind.

## Beispiel
Ein Debitor bezahlt seine Rechnungen seit einigen Monaten vor dem Bilanzstichtag (31. Dezember) schleppend. Nach dem Bilanzstichtag stellt der Debitor am 9. Januar einen Insolvenzantrag. Diese Tatsache ist bei der Aufstellung der Bilanz am 4. Februar als wertaufhellend zu berücksichtigen, denn die Umstände lagen bereits vor dem Bilanzstichtag vor. Die Forderungen gegen den Kunden sind als Forderungsverlust durch Abschreibung auszubuchen. Es wäre schlechthin nicht vertretbar und würde gegen den Bilanzierungsgrundsatz der Bilanzwahrheit und damit gegen die Grundsätze ordnungsmäßiger Buchführung verstoßen, wenn die Forderung noch als voll werthaltig in der Bilanz erscheinen würde.

## International
In Österreich regelt § 201 Abs. 2 Ziffer 4 lit. b UGB als Element des Vorsichtsprinzips, dass erkennbare Risiken und drohende Verluste, die in dem Geschäftsjahr oder einem früheren Geschäftsjahr entstanden sind, im Jahresabschluss zu berücksichtigen sind, selbst wenn die Umstände erst zwischen dem Abschlussstichtag und dem Tag der Aufstellung des Jahresabschlusses bekannt wurden. Nach dieser Bestimmung endet der Wertaufhellungszeitraum mit „dem Tag der Aufstellung des Jahresabschlusses“.
Die IFRS regeln das Stichtagsprinzip in IAS 10, wonach die die Bilanzierung und Berichterstattung für Ereignisse nach dem Bilanzstichtag (englisch events after the balance sheet date) sowohl für vorteilhafte als auch für nachteilige Ereignisse zu berücksichtigen ist. Sie unterscheiden ebenfalls zwischen wertaufhellenden (englisch adjusting events after the balance sheet date) und wertbegründenden Ereignissen (englisch non-adjusting events after the balance sheet date), die nach dem Bilanzstichtag eingetretene Ereignisse anzeigen. Während die Wertaufhellung im Jahresabschluss zu berücksichtigen ist (IAS 10.8), darf eine Wertbegründung nicht berücksichtigt werden (IAS 10.10).

## Wirtschaftliche Aspekte
Das hieraus abgeleitete Wertaufhellungsprinzip ist Teil des Vorsichtsprinzips. Die Fachliteratur geht jedoch teilweise davon aus, dass als wertaufhellende Tatsachen nicht nur Risiken und Verluste, sondern auch Gewinnchancen einbezogen werden müssten. Auch der BFH fordert die Einbeziehung auch von positiven Umständen, wenn sich nach dem Bilanzstichtag eine gebildete Rückstellung als überflüssig erweist: „Rückstellungen sind aufzulösen, wenn nach dem Bilanzstichtag – aber vor der Bilanzaufstellung – Umstände bekannt werden, aus denen sich ergibt, dass mit einer Inanspruchnahme nicht mehr zu rechnen ist“. Auch IFRS 10.3 will „vorteilhafte und nachteilige Ereignisse“ berücksichtigt wissen. Wertaufhellende Verluste müssen lediglich vorhersehbar sein (§ 252 Abs. 1 Nr. 4 HGB), wertaufhellende Gewinne dagegen müssen sich als quasi-sicher konkretisieren.
Die  Wertaufhellung beruht auf der Wurzeltheorie, wonach die nach einem Bewertungsstichtag (vergleichbar zum Bilanzstichtag) zu berücksichtigenden Ergebnisse solche sind, die bereits am Stichtag (oder davor) angelegt sind. Die Wertaufhellung berücksichtigt Faktoren für die Bewertung im Jahresabschluss, deren Entstehung im Geschäftsjahr liegen, deren Wirkung aber erst nach dem Bilanzstichtag sichtbar wird.
In der Rechtsprechung blieb bisher unklar, ob es maßgeblich sein soll, was der bilanzierende Kaufmann bei angemessener Sorgfalt bereits am Bilanzstichtag hinsichtlich der am Stichtag gegebenen Wertverhältnisse erkennen konnte (subjektive Aufhellungskonzeption) oder ob unabhängig davon alle bis zum Tag der späteren Bilanzaufstellung bei angemessener Sorgfalt erlangbaren und die Stichtagsverhältnisse betreffenden Erkenntnisse berücksichtigt werden müssen (objektive Konzeption).

## Abgrenzung
Tatsachen, die im Zeitraum zwischen Bilanzstichtag und Aufstellungsstichtag bekannt werden, jedoch erst nach dem Bilanzstichtag verursacht wurden, sind als wertbegründende Tatsachen bei der Bilanzierung nicht zu berücksichtigen.